# Wiadukt kolejowy nad Ulicą Władysława Kunickiego w Lublinie
Wiadukt kolejowy nad ul. Władysława Kunickiego w Lublinie – wiadukt kolejowy w przebiegu linii kolejowych nr 7 i nr 67 o znaczeniu państwowym. Stanowi on także przejście nadziemne nad ul. Kunickiego, a także dojście do peronu IV stacji Lublin Główny, po południowo-wschodniej stronie wiaduktu znajduje się taras widokowy. W tunelu podwieszona jest trakcja trolejbusowa. Obiekt jest wpisany do rejestru zabytków pod nr rej.: A/902 z 31.07.2008.

## Lokalizacja
Wiadukt znajduje się w bezpośredniej okolicy stacji Lublin Główny, nad ulicą Kunickiego.

## Historia

### Plany budowy
W latach 90. XIX wieku linia kolejowa nr 7 została przedłużona do Chełma, co spowodowało konieczność przeprowadzenia torów, które przecinały ul. Kunickiego. Prace projektowe nad wiaduktem rozpoczęto w 1911 roku, 4 lata później przystąpiono do wykopów, jednak ze względu na trwającą wtedy I wojnę światową wykopy zasypano. Ze względu na przypuszczalną tajemnicę wojskową projekty zostały zniszczone i nigdy już ich nie odnaleziono. Wrócono do koncepcji budowy tunelu pod torami w roku 1925, na dotychczasowym „przejeździe śmierci" w ciągu ówczesnej ul. Bychawskiej. Prace projektowe powierzono spółce Paszkowski, Próchnicki i S-ka. 

### Budowa i początkowe problemy
Odbioru obiektu dokonano 2 października 1928r. Od tamtego czasu dzielnicę Dziesiąta nazywano „Za Tunelem". Tunel jednak nie był pozbawiony wad, był często zalewany wodą deszczową. 

### Gruntowna renowacja
W roku 2011 przystąpiono do prac renowacyjnych. Remont miał się skończyć w okolicach 2013 roku, jednak ostatecznie prace zostały zakończone w 2015 r. Tunel poszerzono tak, że w każdym kierunku są dwa pasy ruchu. Piesi poruszają się w oddzielnych przejściach podziemnych, a nie jak wcześniej na galeryjkach, które obecnie są wyłączone z ruchu pieszych i służą wyłącznie obsłudze technicznej. Oprócz prac w obrębie wiaduktu przedłużono także przejście podziemne pod peronami dworca do ul. Kunickiego oraz zbudowano skwer im. Grażyny Chrostowskiej. Na wiadukcie powstało przejście nadziemne oraz taras widokowy, a także wyjście na peron IV.

## Architektura
Obiekt zbudowany jest w stylu berlińskiego monumentalizmu z elementami neobaroku, na co wskazują 32 zdwojone kolumny w porządku doryckim, jednak o skróconych proporcjach.  Płyta wiaduktu jest dodatkowo wsparta murami policzkowo-oporowymi. Od wnętrza tunelu przyczółki są gładkie, od zewnątrz rozczłonkowane na całej wysokości ślepym arkadowaniem. W zwieńczeniu muru pas gładkiego fryzu i gzyms, powyżej ażurowa balustrada z tralek poprzerywanych filarkami. Podniebie nie zostało opracowane architektonicznie.